# Tenšu
Tenšu (天守, 天主, 殿主, 殿守, imenovan tudi tenšukaku, 天守閣) je arhitekturna tipologija, ki jo najdemo v japonskih grajskih kompleksih. Z lahkoto jih je prepoznati kot najvišji stolp v gradu. Pogosti prevodi tenšu so v angleščini keep, v francoščini donžon, v slovenščini bivalno-obrambni grad.
Za tenšu je značilno, da imajo običajno leseno konstrukcijo, imajo več nadstropij, stojijo na temeljih išigaki (iz suhega kamna) in imajo posamezna nadstropja, razmejena z napušči iz ploščic. Poleg tega so tenšu običajno okrašeni z različnimi vzorci mansardnih zatrepov (čidori-hafu) in pokriti z dvokapnimi strehami (irimoja-hafu) z zaključki šačihoko. Vsi japonski gradovi prvotno niso imeli tenšuja (npr. Sendai), številni dobro znani gradovi so izgubili svojega (npr. grad Nidžō, grad Edo), na mnogih je bil tenšu večkrat obnovljen (npr. grad Nagoja, grad Osaka).
Medtem ko sta se izraz tenšu in pojav stolpa kot posebne arhitekturne tipologije zgodila v 1560-ih in 1570-ih, zgodnje razmerje med etimologijo in tipologijo ni dobro razumljeno.

## Etimologija
Prvo znano uporabo izraza tenšu lahko najdemo v dnevniku Jošide Kanemija, Kanemi kjōki, v vnosu za 24. dan, 12. mesec Genkija 3 (27. januar 1573):
「明智為見廻下向坂本…城中天主作事以下悉披見也、驚目了… 」Zapustil prestolnico z Akečijem [Micuhide] za Sakamoto z namenom raziskave...v središču [Sakamoto] gradu, vsi so videli, da se gradi tenšu (天主), in bili presenečeni ...  
Naknadne omembe v Kanemi kjōki in v drugih primarnih virih (kot so Tenodži-ja kaki, Tamonin niki in v pismih Ode Nobunage in Tojotomija Hidjyošija) v 1570-ih razkrivajo dve točki o pojavu izraza. Prvič, izraz je bil prvotno rezerviran za tiste gradove pod neposrednim nadzorom Nobunage ali enega od njegovih vazalov. Med njimi so grad Sakamoto, grad Takacuki, grad Nidžō Ašikage Jošiakija, grad Azuči, grad Itami, grad Kitanošo, grad Jamazaki, grad Nagahama, grad Išigakijama Ičijoru, grad Jodo. Drugič, v njegovih prvih uporabah ni bilo enotnega standarda za pisanje izraza. Najzgodnejše različice vključujejo 天主 (dobesedno prevedeno: »Gospodar nebes«), 殿主 (dobesedno prevedeno: »Gospodar palače/dvorca«), 殿守 (dobesedno prevedeno: »Zaščitnik palače/dvorca)« ali fonetično kot てんしゅ. Prva znana uporaba trenutnega standarda »天守« (dobesedno prevedeno: »Zaščitnik nebes«) se pojavi v pismu z datumom 27. dan, 10. mesec Tenšo 7 (15. november 1579), ki ga je izdal Nobunaga. Medtem ko je ta način pisanja tenšu postopoma postal standard med vladavino Tojotomija Hidejošija, se pri razpravljanju o nekaterih gradovih daje prednost starejšemu načinu pisanja. Pomemben primer tega je tenšu gradu Azuči, ki se običajno imenuje "天主."

## Zgodnejši primeri
Zdi se, da se je zgodovina tenšu kot arhitekturne tipologije začela prej kot uporaba izraza. Znano je, da so stolpi na gradu Tamonjama (zgrajen v zgodnjih 1560-ih) in gradu Gifu (zgrajen 1568) imeli fizično naravo tenšu, vendar se v primarnem zapisu omenjajo kot jagura (stolp, stolpič).
Grad Azuči se pogosto pripisuje kot rojstni kraj tenšuja. Glede na najzgodnejšo uporabo imena pa se zdi bolj verjetno, da je imel Azuči ključno vlogo pri povezovanju tipologije in imena.

## Funkcija
Za razliko od drugih elementov japonskih gradov je imel tenšu malo vojaške funkcije, a je simboliziral moč, bogastvo in ekstravaganco lastnika gradu. Večina gradov iz obdobja Edo je bila zgrajena v obdobju miru, ki je trajal več kot dve stoletji, vendar legende o prejšnjih vojnah kažejo, da so branilci, ko je bila zunanja obramba gradu prebita, na splošno raje zažgali preostale stavbe in se podali v smrt, namesto da bi se borili znotraj krhkega tenšuja.(str.8–9)

## Ohranjeni
Te strukture so se izkazale za občutljive na požar, potres in vojno. Na stotine jih je bilo uničenih ali razstavljenih v zadnjih fazah združitvenih vojn v obdobju Sengoku na prelomu 17. stoletja. Druge so bile porušene, propadle zaradi zanemarjanja ali jim je bilo dovoljeno, da so zgorele med obnovo Meidži v 1860-ih. Od devetnajstih tenšujev, ki so preživeli v 20. stoletju, jih je bilo sedem uničenih med zavezniškimi zračnimi napadi na Japonsko v drugi svetovni vojni. Vendar pa je bilo v zadnjih desetletjih obnovljenih več tenšujev; primeri so grad Osaka leta 1931, grad Hirošima leta 1958 in grad Ōzu leta 2004.